# Bai Xue
Bai Xue (白雪S, Bái XuěP; Heilongjiang, 13 dicembre 1988) è una maratoneta e mezzofondista cinese, campionessa mondiale di maratona a Berlino 2009.

## Biografia
Il 20 agosto 2009 vincendo ai Mondiali di Berlino diviene la prima atleta cinese campionessa mondiale di maratona.

## Palmarès
| Anno | Manifestazione      | Sede          | Evento         | Risultato | Prestazione | Note                                     |
| ---- | ------------------- | ------------- | -------------- | --------- | ----------- | ---------------------------------------- |
| 2005 | Mondiali di cross   | Saint-Galmier | Corsa juniores | 39ª       | 22'53"      |                                          |
| 2005 | Campionati asiatici | Incheon       | 5000 m piani   | Oro       | 15'40"89    |                                          |
| 2005 | Campionati asiatici | Incheon       | 10000 m piani  | Oro       | 33'34"74    |                                          |
| 2006 | Mondiali juniores   | Pechino       | 5000 m piani   | 4ª        | 15'37"12    |                                          |
| 2008 | Giochi olimpici     | Pechino       | 10000 m piani  | 20ª       | 32'20"27    |                                          |
| 2009 | Mondiali            | Berlino       | Maratona       | Oro       | 2h25'15"    | Miglior prestazione personale stagionale |
| 2009 | Campionati asiatici | Canton        | 10000 m piani  | Oro       | 34'11"14    |                                          |
| 2010 | Giochi asiatici     | Canton        | 10000 m piani  | 8ª        | 32'39"13    |                                          |

## Campionati nazionali
2003
- 7ª ai campionati cinesi, 5000 m piani - 16'02"89
- 8ª ai campionati cinesi, 10000 m piani - 34'55"90

2004
- Bronzo ai campionati cinesi, 5000 m piani - 15'39"87
- 4ª ai campionati cinesi, 10000 m piani - 33'23"94
- Bronzo ai campionati cinesi under 18, 1500 m piani - 4'24"51
- Oro ai campionati cinesi under 18, 3000 m piani - 9'16"32

2005
- 14ª ai campionati cinesi, 5000 m piani - 16'34"18
- 12ª ai campionati cinesi, 10000 m piani - 34'54"54

2006
- 9ª ai campionati cinesi, 5000 m piani - 15'51"35
- 7ª ai campionati cinesi, 10000 m piani - 34'17"21

2007
- Argento ai campionati cinesi, 5000 m piani - 15'45"10
- Oro ai campionati cinesi, 10000 m piani - 33'33"49
- Oro ai campionati cinesi juniores, 5000 m piani - 15'34"06
- 9ª ai campionati cinesi juniores, 10000 m piani - 34'52"81

2008
- Oro ai campionati cinesi, 5000 m piani - 15'32"25
- Oro ai campionati cinesi, 10000 m piani - 32'30"79

2009
- Oro ai campionati cinesi, 5000 m piani - 15'37"07
- Bronzo ai campionati cinesi, 10000 m piani - 33'09"90

2010
- Oro ai campionati cinesi, 10000 m piani - 32'53"24

## Altre competizioni internazionali
2003
- 8ª alla Maratona di Pechino ( Pechino) - 2h37'07"

2007
- Bronzo alla Maratona di Pechino ( Pechino) - 2h27"46
- Oro alla Maratona di Zhengzhou ( Zhengzhou) - 2h33'51"

2008
- Argento alla Maratona di Xiamen ( Xiamen) - 2h23'27"
- Oro alla Maratona di Pechino ( Pechino) - 2h26'27"
- Argento alla Maratona di Zhengzhou ( Zhengzhou) - 2h33'53"
- 4ª alla Maratona di Shanghai ( Shanghai) - 2h37'40"

2009
- Oro alla Maratona di Pechino ( Pechino) - 2h34'44"
- 7ª alla Maratona di Dalian ( Dalian) - 2h40'04"

2010
- 5ª alla Maratona di Londra ( Londra) - 2h25'18"

2012
- 29ª alla Maratona di Chongqing ( Chongqing) - 2h43'27"
- 7ª alla Maratona di Tianjin ( Tientsin) - 2h49'30"